# Hildegard Wohlgemuth (Malerin)
Hildegard Wohlgemuth (* 1933 in Pillkallen; † November 2003 in Hamburg) war eine deutsche Malerin.

## Leben
Hildegard Wohlgemuth wurde bei einem Bombenangriff 1943 verschüttet. Als einzige Überlebende einer Klasse von 27 Kindern trug sie zeitlebens schwer an diesem Erlebnis. Nach dem Krieg schlug sie sich als Obdachlose durch, trampte durch Frankreich und die Schweiz. Eine 1948 in einem Nonnenkloster aufgenommene Hauswirtschaftslehre brach sie ab. Mit der Diagnose einer unheilbaren Schizophrenie in die geschlossene Psychiatrie eingewiesen, verbrachte sie 17 Jahre in der Klinik Ochsenzoll in Hamburg-Langenhorn. 1966 gelang ihr die Emanzipation von der psychiatrischen Bevormundung. Eine kleine Familie und ein fester Wohnsitz in Hamburg musste allerdings mit Betteln und Sozialhilfe finanziert werden. 1985 traf sie die Künstlerin Elisabeth Ediger, die sie zum Malen anregte. Von da an vermarktete sich Hildegard Wohlgemuth auf selbstgeschriebenen „Bettelschürzen“, großformatigen handschriftlichen Plakaten, als „malende Bettelkönigin“.
Von 1985 bis 2003 gestaltete Hildegard Wohlgemuth farbenfrohe Bildwerke, die sie mit buntem Faserstift kolorierte. Die meist im Format DIN A4 und DIN A3 gehaltenen Blätter bot sie in Hamburg auf der Straße zum Verkauf an. Ihr Motivschatz ist ein phantastisches Kaleidoskop, das mitunter an die literarischen Erfindungen von Lewis Carroll anzuknüpfen scheint. Vegetabile Formen, Fabelwesen, große Tiere und kleine Menschen bevölkern einen Kosmos in schrillen Leuchtfarben. Die Arbeiten werden dem Genre der Outsider Art oder Art brut zugeordnet. Ein umfangreiches Konvolut von Hildegard Wohlgemuths Blättern befindet sich heute im Kunstmuseum Bayreuth. Der NDR drehte 1994 den Dokumentarfilm Meine Geister, die Kinder. Ein Leben in Schizophrenie über das Leben und das Werk der Künstlerin. Mehrfach war Hildegard Wohlgemuth auch in Sendungen wie Boulevard Bio und Fliege zu sehen.
Hildegard Wohlgemuth wurde auf dem Hamburger Hauptfriedhof Altona beigesetzt.